# Asaphodes megaspilata
Asaphodes megaspilata är en fjärilsart som beskrevs av Walker 1862. Asaphodes megaspilata ingår i släktet Asaphodes och familjen mätare. Inga underarter finns listade i Catalogue of Life.